# Kim So-yeon
Kim So-yeon (sinh ngày 2 tháng 11 năm 1980) là một nữ diễn viên người Hàn Quốc. Cô được biết đến nhiều nhất qua những vai diễn trong nhiều bộ phim truyền hình nổi tiếng, trong đó có All About Eve (2000), Mật danh Iris (2009), Prosecutor Princess (2010), Happy Home (2016) và Cuộc chiến thượng lưu (2020).

## Sự nghiệp
Kim So-yeon bắt đầu hoạt động trong ngành giải trí vào năm 1994 ở tuổi 14 khi tham gia cuộc thi hoa khôi Binggrae mà không được sự cho phép của bố mẹ. Không lâu sau vai diễn đầu tiên của mình trong Dinosaur Teacher, cô thủ vai chính trong một số bộ phim truyền hình nổi tiếng như Reporting for Duty (1996) và Soonpoong Clinic (1998), đồng thời dẫn chương trình cho chương trình âm nhạc Inkigayo và xuất hiện trong nhiều phim quảng cáo (Kim Soyeon là ngôi sao nhí đầu tiên tại Hàn Quốc có thu nhập trên 100 triệu ₩ từ việc làm người mẫu quảng cáo). Vì ngoại hình và phong thái trưởng thành trước tuổi, cô thường được giao những vai diễn già dặn, điển hình là vai một biên tập viên thời sự phản diện trong All About Eve, một bộ phim được phát sóng vào năm 2000 và đạt tỷ suất người xem 45,2%.
Tuy nhiên, việc luôn đảm nhận những vai diễn lạnh lùng, nghiêm nghị đã ảnh hưởng tiêu cực đến sự nghiệp của Kim, và độ nổi tiếng của cô bắt đầu xuống dốc từ giữa thập niên 2000. Nỗ lực lấn sân sang thị trường Trung Quốc của cô qua những vai diễn trong bộ phim điện ảnh võ hiệp Seven Swords của đạo diễn Hồng Kông Từ Khắc và một số bộ phim truyền hình Trung Quốc như Cánh bướm xinh đẹp với Nhậm Tuyền cũng không mang lại thành công. Do đó, Kim tạm ngưng việc diễn xuất trong ba năm để suy nghĩ về việc có tiếp tục làm diễn viên hay không. Cô quay trở lại màn ảnh nhỏ vào năm 2008 trong bộ phim truyền hình Gourmet được chuyển thể từ manhwa cùng tên của Huh Young-man.
Một năm sau đó, sự nghiệp của Kim khởi sắc trở lại khi cô xuất hiện trong bộ phim truyền hình bom tấn Mật danh Iris. Cô cắt ngắn mái tóc dài quen thuộc và tập luyện các cảnh hành động cho vai diễn của mình, một gián điệp của Triều Tiên. Cô nhận được khen ngợi vì đã thể hiện được một người phụ nữ bị giằng xé giữa lòng trung thành với tổ quốc và tình yêu cô dành cho một điệp viên Hàn Quốc. Sau đó Kim tiếp tục đảm nhận vai diễn này trong Iris the Movie, Athena: Goddess of War (2010) và Iris II (2013).
Năm 2010, Kim được giao vai chính trong bộ phim truyền hình hài lãng mạn Prosecutor Princess và cho thấy sự đa dạng trong diễn xuất của mình qua vai diễn được lấy cảm hứng từ Legally Blonde, một công tố quận tưởng chừng như chỉ thích mua sắm và hẹn hò nhưng thực ra rất thông minh và luôn đi tìm công lý. Kim cho biết sự vui vẻ và khó đoán của nhân vật rất giống với tính cách ngoài đời của cô. Cũng trong năm 2010, cô vào vai một bác sĩ nghiêm nghị trong bộ phim truyền hình thể thao Dr. Champ.
Năm 2012, Kim xuất hiện trên màn ảnh rộng với vai diễn một người pha chế cà phê bị cuốn vào âm mưu ám sát Hoàng đế Cao Tông trong Gián điệp hoàng cung, một bộ phim điện ảnh được chuyển thể từ tiểu thuyết của nhà văn Kim Takhwan. Cô đã dành nhiều tháng học tiếng Nga và luyện tập pha chế cà phê trước khi phim bắt đầu ghi hình. Gián điệp hoàng cung là bộ phim điện ảnh Hàn Quốc đầu tiên của Kim sau 15 năm kể từ Change (1997). Sau đó cô tiếp tục xuất hiện trong bộ phim truyền hình cổ trang The Great Seer với vai diễn một thầy thuốc thời Cao Ly.
Kim tiếp tục hợp tác với So Hyun-kyung, biên kịch của Prosecutor Princess, trong bộ phim truyền hình Phải sống (2013). Cô thủ vai một công tố viên hợp tác với một tên tội phạm đào tẩu nhằm hạ bệ một chính trị gia tham nhũng và những tay sai của bà ta.
Năm 2014, cô thủ vai một quản lý kinh doanh thời trang trong bộ pgim truyền hình I Need Romance 3. Sau đó cô xuất hiện trong tập đặc biệt của chương trình truyền hình thực tế Real Men.
Năm 2015, cô thủ vai chính trong bộ phim truyền hình cáp thứ hai của mình, Beating Again, với nội dung về một doanh nhân phải lòng thư ký của mình sau khi được cấy ghép tim. Kim cũng tham gia mùa thứ tư của chương trình truyền hình thực tế We Got Married bên cạnh Kwak Si-yang.
Năm 2016, Kim thủ vai chính trong bộ phim truyền hình cuối tuần Happy Home. Cô vào vai một người mẹ đã mất con trai của mình sau một vụ tai nạn.
Tháng 3 năm 2018, Kim rời khỏi công ty quản lý Namoo Actors và sau đó ký hợp đồng độc quyền với J Wide Company vào ngày 3 tháng 4. Sau đó cô xuất hiện trong bộ phim truyền hình cuối tuần Secret Mother của đài SBS.
Tháng 3 năm 2019, Kim quay trở lại màn ảnh nhỏ trong bộ phim truyền hình cuối tuần Con gái của mẹ của đài KBS.
Năm 2020, Kim xuất hiện trong bộ phim truyền hình Cuộc chiến thượng lưu, bắt đầu phát sóng trên kênh SBS TV từ ngày 26 tháng 10.

## Đời tư
Ngày 6 tháng 9 năm 2016, Kim được xác nhận là đang hẹn hò với nam diễn viên Lee Sang-woo. Hai người gặp nhau khi cùng tham gia bộ phim truyền hình Happy Home của đài MBC. Ngày 28 tháng 3 năm 2017, hai người được thông báo là sẽ kết hôn vào tháng 6 năm 2017.

## Danh sách phim

### Phim truyền hình
| Năm     | Tên                                       | Vai                                 | Kênh          |
| ------- | ----------------------------------------- | ----------------------------------- | ------------- |
| 1994    | Dinosaur Teacher                          |                                     | SBS           |
| 1994    | Daughters of a Rich Family                | Hye-ri (con gái của Kwon Il-ryung)  | KBS2          |
| 1995    | Drama Game "Min-woo vs. Min-woo"          |                                     | KBS2          |
| 1995    | Drama Game "Their Summer"                 |                                     | KBS2          |
| 1996    | You Can't Stop Mom                        | Con gái cả                          | SBS           |
| 1996    | Drama Game "Come Back Home"               | Park Mi-kyung                       | KBS2          |
| 1996    | City Men and Women                        | Yoo Won-hee                         | SBS           |
| 1996    | 1.5                                       |                                     | MBC           |
| 1996    | Reporting for Duty                        | Woo Ji-soo                          | KBS2          |
| 1996    | Open Your Heart                           | Jung Yoo-kyung                      | MBC           |
| 1996    | Seven Spoons                              | Hye-joo                             | MBC           |
| 1997    | Because of Love                           |                                     | KBS2          |
| 1997    | Drama Special "Christmas in May"          |                                     | KBS2          |
| 1997    | Yesterday                                 | Lee Seung-hye                       | MBC           |
| 1997    | Friday Night Theater "On Her First Night" |                                     | KBS2          |
| 1998    | Soonpoong Clinic                          | Oh So-yeon                          | SBS           |
| 1998    | I Love You, I Love You                    | Lee Soon-young                      | SBS           |
| 1998    | Winners                                   | Kim Seo-joo                         | SBS           |
| 1999    | Sunday Best "Pickpocket by Name"          | Kim Ji-hyun                         | KBS2          |
| 1999    | We Saw a Little Lost Bird                 | Seo Ga-hee                          | KBS2          |
| 1999    | Ad Madness                                | Lee Ye-rin                          | KBS2          |
| 2000    | Tình yêu trong sáng                       | Heo Young-mi                        | MBC           |
| 2000    | Mom and Sister                            | Noh Seung-ri / Jang Yoo-kyung       | MBC           |
| 2002    | Sunlight Upon Me                          | Kim Yeon-woo                        | MBC           |
| 2002    | Trio                                      | Choi Seo-young                      | MBC           |
| 2004    | 2004 Human Market                         | Hong Si-yeon                        | SBS           |
| 2004    | Cánh bướm xinh đẹp                        | Jin Zhi Xiu                         | CCTV          |
| 2005    | Autumn Shower                             | Lee Kyu-eun                         | MBC           |
| 2007    | Anhui Merchants                           | Hu Yu Ling                          | DTV           |
| 2008    | Gourmet                                   | Yoon Joo-hee                        | SBS           |
| 2009    | Mật danh Iris                             | Kim Seon-hwa                        | KBS2          |
| 2010    | Prosecutor Princess                       | Ma Hye-ri                           | SBS           |
| 2010    | Dr. Champ                                 | Kim Yeon-woo                        | SBS           |
| 2010    | Athena: Goddess of War                    | Kim Seon-hwa (cameo, tập 17 & 19)   | SBS           |
| 2012    | The Great Seer                            | Hae-in                              | SBS           |
| 2013    | Iris II                                   | Kim Seon-hwa (cameo, tập 20)        | KBS2          |
| 2013    | Phải sống                                 | Park Jae-kyung                      | MBC           |
| 2014    | I Need Romance 3                          | Shin Joo-yeon                       | tvN           |
| 2015    | Tình yêu thuần khiết                      | Kim Soon-jung                       | jTBC          |
| 2015    | High-End Crush                            | Biên tập viên kênh giải trí (cameo) | Naver TV Cast |
| 2016    | One More Happy Ending                     | Người phụ nữ đã ly hôn (tập 1)      | MBC           |
| 2016    | Happy Home                                | Bong Hae-ryung                      | MBC           |
| 2017    | 20th Century Boy and Girl                 | Giám đốc Kim (Cameo)                | MBC           |
| 2018    | Bí mật sau lưng mẹ                        | Kim Lisa                            | SBS           |
| 2019    | Con gái của mẹ                            | Kang Mi-ri                          | KBS2          |
| 2020–21 | Cuộc chiến thượng lưu                     | Cheon Seo-jin                       | SBS           |
| 2021    | Cuộc chiến thượng lưu 2                   | Cheon Seo-jin                       | SBS           |
| 2021    | Cuộc chiến thượng lưu 3                   | Cheon Seo-jin                       | SBS           |
| 2023    | Bạn trai tôi là hồ ly 2                   | Ryu Hongju                          |               |

### Phim điện ảnh
| Năm  | Tên                      | Vai                                    |
| ---- | ------------------------ | -------------------------------------- |
| 1997 | Change                   | Ko Eun-bi                              |
| 2005 | Seven Swords             | Luzhu/Green Pearl                      |
| 2007 | The Pictures (phim ngắn) | Photographer                           |
| 2010 | Iris the Movie           | Kim Seon-hwa                           |
| 2012 | Gián điệp hoàng cung     | Tanya                                  |
| 2015 | Love Forecast            | Bạn gái cũ 1 của Kang Joon-soo (cameo) |

### Chương trình truyền hình
| Năm       | Tên                                         | Kênh | Ghi chú                                                   |
| --------- | ------------------------------------------- | ---- | --------------------------------------------------------- |
| 1997      | Inkigayo (Popular Music) Best 50            | MBC  | MC                                                        |
| 1998-2000 | Inkigayo (Popular Music)                    | SBS  | MC                                                        |
| 2009      | KBS Drama Awards                            | KBS2 | MC                                                        |
| 2014      | Real Men: Female Soldier Special - Season 1 | MBC  | Cast member                                               |
| 2015      | We Got Married - mùa 4                      | MBC  | Cast member                                               |
| 2016      | King of Mask Singer                         | MBC  | Thí sinh với bí danh "Nice to Meet You Squirrel" (tập 77) |
| 2020      | Running Man                                 | SBS  | Khách mời (tập 530 - 531)                                 |

### Video âm nhạc
| Năm  | Tên bài hát         | Nghệ sĩ       |
| ---- | ------------------- | ------------- |
| 1996 | "Why Is the Sky"    | Lee Ji-hoon   |
| 1997 | "Beautiful Goodbye" | Jung Jae-wook |
| 1998 | "Endless Sorrow"    | Sa Joon       |
| 2008 | "Classic"           | KCM           |
| 2008 | "Diary of a Day"    | KCM           |
| 2008 | "Fluttering"        | KCM           |

## Sân khấu kịch
| Năm  | Vở diễn | Vai     |
| ---- | ------- | ------- |
| 2009 | Hamlet  | Ophelia |

## Giải thưởng và đề cử
Bài chi tiết: Danh sách đề cử và giải thưởng của Kim So-yeon